# Kukava
Kukava este o localitate din comuna Juršinci, Slovenia, cu o populație de 208 locuitori.